# Список наград и номинаций сериала «Моя гениальная подруга»
«Моя гениальная подруга» (итал. L'amica geniale) — итальянский телевизионный сериал, снятый по мотивам цикла «Неаполитанский квартет» итальянской писательницы Элены Ферранте. Мини-сериал был снят американской компанией HBO и итальянской RAI. Режиссёрами выступили Саверио Костанцо, Аличе Рорвакер, Даниэле Лукетти и Лаура Биспури. В сериале приняли участие актрисы Альба Рорвахер, Гайя Джираче и Маргерита Маццукко. Основные события сериала разворачиваются в неблагополучном районе Неаполя 1950-х годов. Сюжет рассказывает о жизни двух подруг — Элены и Лилы.
Первые два эпизода сериала были представлены на 75-м Венецианском международном кинофестивале 2 сентября 2018 года. Премьера первого сезона состоялась 18 ноября 2018 года на HBO и Rai 1. Премьера второго сезона «История нового имени» состоялась на Rai 1 10 февраля 2020 года и на HBO 16 марта. Кроме того, первые два эпизода второго сезона демонстрировались в нескольких итальянских кинотеатрах с 27 по 29 января 2020 года. Премьера третьего сезона «Те, кто уходит и те, кто остается» состоялась на Rai 1 6 февраля 2022 года и на HBO 28 февраля. Первые два эпизода четвёртого и последнего сезона «История о пропавшем ребёнке» были представлены на мировой премьере на кинофестивале Трайбека 20 августа 2024 года и показаны на 19-м Римском кинофестивале 25 октября. Премьера четвёртого сезона состоялась на HBO 9 сентября 2024 года и на Rai 1 11 ноября.
Сериал был удостоен множества наград и номинаций в различных категориях, в том числе он получил три номинации премии «Выбора критиков», по одной номинации премий «Готэм» и «Пибоди». Также сериал победил в одной из 3 номинаций итальянской кинопремии «Золотой глобус».

## Награды и номинации
| Награда                                          | Дата вручения   | Категория                                                                                      | Получатель(-и) | Результат | Прим.  |
| ------------------------------------------------ | --------------- | ---------------------------------------------------------------------------------------------- | --- | --------- | ------ |
| Выбор критиков                                   | 13 января 2019  | «Лучший драматический сериал»                                                                  | «Моя гениальная подруга» | Номинация | [ 12 ] |
| Выбор критиков                                   | 15 января 2023  | «Лучший сериал на иностранном языке»                                                           | «Моя гениальная подруга» | Номинация | [ 13 ] |
| Выбор критиков                                   | 12 января 2025  | «Лучший сериал на иностранном языке»                                                           | «Моя гениальная подруга» | Номинация | [ 14 ] |
| Готэм                                            | 2 декабря 2019  | «Прорывной сериал» (длиннометражный формат)                                                    | Саверио Костанцо Лоренцо Мьели Доменико Прокаччи Марио Джанани Гидо Де Лаурентис Елена Реккиа Дженнифер Шуур Паоло Соррентино | Номинация | [ 15 ] |
| Телевизионный фестиваль в Монте-Карло            | 19 июня 2019    | «Золотая нимфа» за лучший драматический телесериал                                             | «Моя гениальная подруга» | Победа    | [ 16 ] |
| NAMIC Vision Awards                              | 21 мая 2020     | Премия «Vision»                                                                                | «Моя гениальная подруга» | Номинация | [ 17 ] |
| Премия Пибоди                                    | 18 мая 2019     | Развлечение                                                                                    | «Моя гениальная подруга» | Номинация | [ 18 ] |
| Золотой трейлер                                  | 30 мая 2019     | Лучший зарубежный (ТВ-ролик/трейлер/тизер к сериалу)                                           | «Моя гениальная подруга» | Номинация | [ 19 ] |
| Шанхайский международный телевизионный фестиваль | 2019            | Лучший зарубежный мини-сериал                                                                  | «Моя гениальная подруга» | Номинация | [ 20 ] |
| Шанхайский международный телевизионный фестиваль | 2020            | Лучший зарубежный сериал                                                                       | «Моя гениальная подруга» | Победа    | [ 21 ] |
| Золотой глобус (Италия)                          | 20 июня 2019    | Лучший телевизионный сериал                                                                    | Саверио Костанцо | Номинация | [ 11 ] |
| Золотой глобус (Италия)                          | 20 июня 2019    | Лучшая актриса-прорыв                                                                          | Людовика Насти | Победа    | [ 11 ] |
| Золотой глобус (Италия)                          | 15 июля 2020    | Лучший телевизионный сериал                                                                    | «Моя гениальная подруга» | Номинация | [ 22 ] |
| Сычуаньский телевизионный фестиваль              | 23 ноября 2023  | Премия «Золотая панда» за лучший телевизионный сериал                                          | «Моя гениальная подруга» | Номинация | [ 23 ] |
| Сычуаньский телевизионный фестиваль              | 23 ноября 2023  | Премия «Золотая панда» за лучший сценарий телевизионного сериала                               | Саверио Костанцо Элена Ферранте Франческо Пикколо Лаура Паолуччи                                                              | Победа    | [ 23 ] |
| Сычуаньский телевизионный фестиваль              | 23 ноября 2023  | Премия «Золотая панда» за исполнение лучшей женской роли в телевизионном сериале               | Маргерита Маццукко | Победа    | [ 23 ] |
| Сычуаньский телевизионный фестиваль              | 23 ноября 2023  | Премия «Золотая панда» за исполнение лучшей женской роли второго плана в телевизионном сериале | Аннарита Витоло | Номинация | [ 23 ] |
| International Online Cinema Awards               | 2020            | Лучший драматический сериал                                                                    | «Моя гениальная подруга» | Номинация | [ 10 ] |
| International Online Cinema Awards               | 2020            | Лучший режиссёр драматического сериала                                                         | Аличе Рорвакер за эпизод «Предательство»                                                                                      | Номинация | [ 10 ] |
| Премия «Дориан»                                  | 17 августа 2022 | Лучший телевизионный сериал на иностранном языке                                               | «Моя гениальная подруга» | Номинация | [ 24 ] |
| TV Scholar Awards                                | 2022            | Лучший актёрский ансамбль                                                                      | «Моя гениальная подруга» | Номинация | [ 10 ] |
| TV Scholar Awards                                | 2022            | Лучшая женская роли в телевизионном сериале                                                    | Маргерита Маццукко | Номинация | [ 10 ] |
| TV Scholar Awards                                | 2022            | Лучший телевизионный сериал                                                                    | «Моя гениальная подруга» | Победа    | [ 10 ] |
| TV Scholar Awards                                | 2024            | Лучшая приглашённая актриса в драматическом телесериале                                        | Аннарита Витоло | Победа    | [ 10 ] |
| TV Scholar Awards                                | 2024            | Лучшая роль второго плана в драматическом сериале                                              | Ирене Майорино | Номинация | [ 10 ] |
| TV Scholar Awards                                | 2024            | Лучшая главная роль в драматическом сериале                                                    | Альба Рорвахер | Номинация | [ 10 ] |
| TV Scholar Awards                                | 2024            | Лучший актёрский ансамбль                                                                      | «Моя гениальная подруга» | Номинация | [ 10 ] |
| TV Scholar Awards                                | 2024            | Лучший телевизионный сериал                                                                    | «Моя гениальная подруга» | Победа    | [ 10 ] |
| Diversity Media Awards                           | 2019            | Лучший итальянский сериал                                                                      | «Моя гениальная подруга» | Победа    | [ 25 ] |
| Золотая хлопушка                                 | 2019            | Лучший сериал                                                                                  | «Моя гениальная подруга» | Победа    | [ 26 ] |
| Место проведения фестиваля языка                 | 2019            | Премия Пласито Капуано                                                                         | Саверио Костанцо | Победа    | [ 27 ] |
| Серебряная лента                                 | 2022            | Лучший сериал                                                                                  | «Моя гениальная подруга» | Номинация | [ 28 ] |
| Серебряная лента                                 | 2022            | Лучший актер второго плана                                                                     | Эдуардо Скарпетта | Победа    | [ 28 ] |
| Премия Флайано                                   | 2019            | Премия за президентство                                                                        | Элиза Дель Дженио и Людовика Насти                                                                                            | Победа    | [ 29 ] |
| Премия Флайано                                   | 2022            | Лучший режиссер                                                                                | Даниэле Лукетти | Номинация | [ 30 ] |
| Премия Бьяджо Агнес                              | 2019            | Художественный фильм                                                                           | «Моя гениальная подруга» | Победа    | [ 31 ] |
| Премия Ондас                                     | 2020            | Международное Телевидение                                                                      | «Моя гениальная подруга» | Победа    | [ 32 ] |
| Журнал «Кинематограф»                            | 2018            | Премия Navicella TV                                                                            | «Моя гениальная подруга» | Победа    | [ 33 ] |